# 学生歌
学生歌（がくせいか、英語: Student songs）は学生たちが何かを祝って集まる際に好んで歌う歌のことである。   
日本では、各大学でそこの学生のみが歌う校歌、大学応援歌、寮歌なども学生歌と呼んでいる。 時代と共に様相も変わり、1950～1970年にはうたごえ運動・歌声喫茶で歌われた歌も学生歌になっていた。
中国語では、台湾で始まり中国にも広まった「校園歌曲」もある。

## 参照項目
- 応援歌
- カルミナ・ブラーナ
- ガウデアムス (学生歌)